# Teófanes de Creta

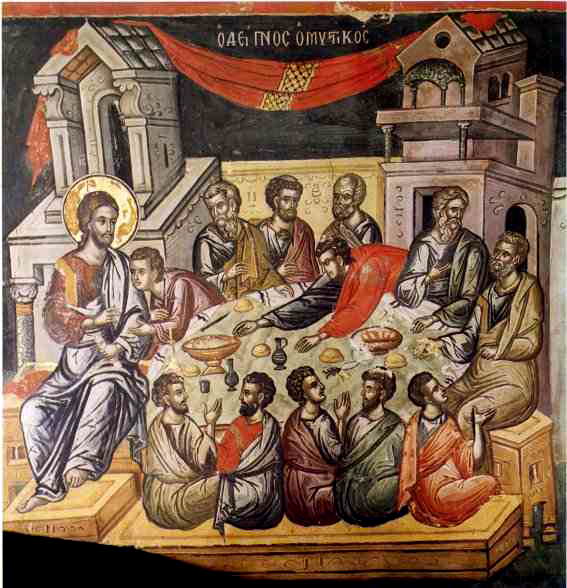
La Última Cena, del monasterio de Stavronikita. La influencia Occidental es más aparente aquí, especialmente en las figuras de los ápostoles.

Teófanes Strelitzas (Θεοφάνης Στρελίτζας), también conocido como Teófanes de Creta o Teófanes el cretense (Θεοφάνης ο Κρης) (¿? - 24 de febrero de 1559) fue un destacado pintor de iconos de la escuela cretense en la primera mitad del siglo XVI y en particular la figura más importante en la pintura mural griega del período. Uno de sus alumnos fue Doménikos Theotokópoulos, más conocido como El Greco. Nació en Heraclión en Creta, aunque se desconoce su fecha de nacimiento, y sin duda fue entrenado allí, pero toda su obra conocida fue realizada en la Grecia continental. Frescos con su firma sobreviven aún en los monasterios griegos del Monte Athos, especialmente en los monasterios de Stavronikita, Laura y Meteora en este último se encuentra su trabajo con fecha más antigua, que data de 1527. También pintó muchos iconos en paneles de madera, ya sea para iconostasios o como pequeñas obras portátiles. 
Estuvo activo desde aproximadamente 1527 a 1548 y entrenó a sus hijos y a varios alumnos. Para 1535, tanto él como sus dos hijos se habían convertido en monjes del monasterio de Laura del Monte Athos, donde se encuentran muchas de sus mejores obras. Finalmente regresó a Creta antes de su muerte en 1559. En el Museo del Hermitage en San Petersburgo se encuentran dos murales atribuidos a Teófanes. Como la mayoría de los pintores cretenses de la época, su obra muestra cierta influencia de la pintura occidental, pero en su caso es menor en comparación con otros artistas. Algunas caras son personalizadas o miran al espectador y sus figuras están modeladas para transmitir el volumen. Su trabajo es más consciente de la perspectiva visual que el de los artistas bizantinos más antiguos, pero no usa los esquemas de la perspectiva geométrica que eran el estándar en Occidente. Utilizó composiciones bizantinas tradicionales, de una manera más bien austera y potente. No debe ser confundido con Teófanes el Griego, un pintor de iconos que trabajó en la Rusia moscovita a finales del siglo XIV.